# Alexander Schlüter

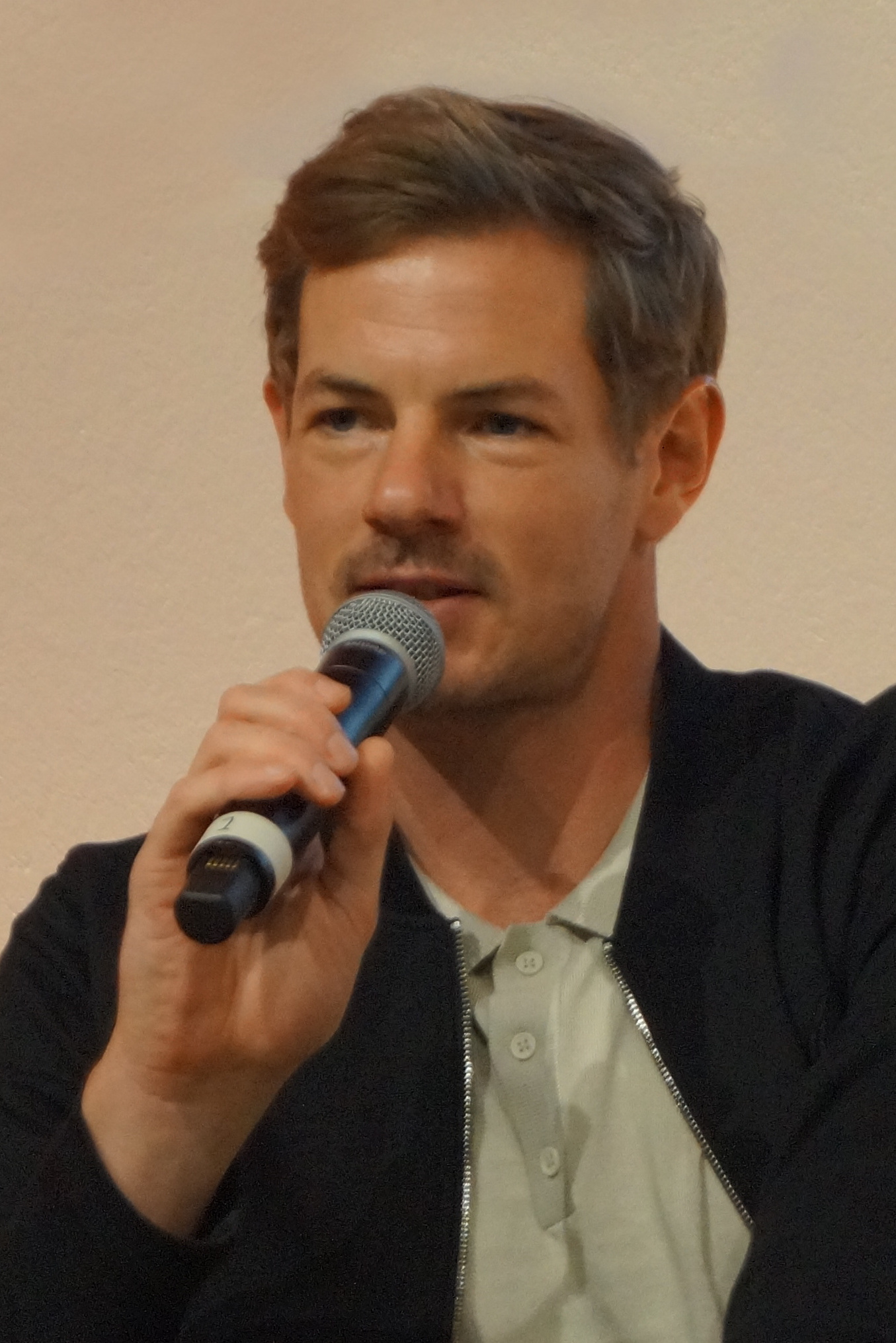
Alexander Schlüter (2023)

Alexander „Alex“ Schlüter (* 29. April 1985 in Göttingen) ist ein deutscher Sportjournalist, der seit 2025 als Moderator der Sportschau tätig ist.

## Leben
Schlüter wuchs im niedersächsischen Bahrdorf auf. In seiner Jugend spielte er Fußball, Basketball, Handball, Golf und Tennis, bevorzugte es eigenen Angaben zufolge allerdings, das Geschehen auf dem Feld zu kommentieren. Nach seinem Abitur am Julianum in Helmstedt studierte er in seiner Geburtsstadt Göttingen Sportwissenschaft und Sportjournalismus; das Studium schloss er mit dem Magister ab.
Erste professionelle redaktionelle Erfahrungen sammelte Schlüter ab 2011 beim privaten Hörfunksender 90elf in Leipzig, für den er erstmals Fußballspiele live moderieren und kommentieren durfte. Nachdem der Sender infolge von Lizenzverlusten im Jahr 2013 seinen Betrieb einstellen musste, zog Schlüter nach München und arbeitete dort freiberuflich als Reporter für Sport1.FM. Gleichzeitig begann er eine Tätigkeit als Datenanalyst bei Opta Sports, ein Tochterunternehmen der britischen Perform Group (seit 2019 DAZN Group), für das er Vorschaumappen mit Statistiken zu Fußballspielern und -vereinen erstellte.
Die ebenfalls zur Perform Group gehörende Sportnachrichten-Website Spox.com engagierte Schlüter daraufhin zunächst als Kommentator für einzelne Basketball- und Fußballbegegnungen, bevor er 2016 zum unternehmenseigenen, neu gegründeten Streamingdienst DAZN wechselte. Für diesen moderierte und kommentierte er an der Seite von ehemaligen Profisportlern wie Sandro Wagner, Ralph Gunesch, Sebastian Kneißl und Benny Lauth unter anderem Spiele der UEFA Europa League, Fußball-Bundesliga, UEFA Champions League, NBA und Primera División sowie die Sendung Decoded mit Ralf Rangnick, der das Format im Spätherbst 2021 wegen einer neuen Trainertätigkeit allerdings verließ. Schlüter war lange „das Gesicht von DAZN“ in Deutschland und vertrat den Sender regelmäßig in der Fernsehtalkshow Doppelpass. Zusammen mit dem Kommentator Benni Zander betrieb er bis zum Sommer 2024 den Fußballpodcast kicker meets DAZN. Im Sommer 2024 verließ Schlüter DAZN. Von Sommer 2024 bis Sommer 2025 war er für den Streamingdienst Prime Video als Moderator beim Tennis-Turnier Wimbledon und bei den Übertragungen der UEFA Champions League im Einsatz. Zu Saisonbeginn 2025/26 wurde Schlüter Sportschau-Moderator bei der ARD. Im Frühjahr des Jahres 2025 startete er gemeinsam mit Benni Zander ein neues Streaming-Format namens „Schlüter Zander Live“.
Schlüter ist Anhänger des deutschen Bundesligisten VfL Wolfsburg, jedoch „ohne jetzt ein Hardcore-Fan zu sein“.